# Münchener Rück Stiftung
Die Münchener Rück Stiftung ist eine von der Münchener Rückversicherungs-Gesellschaft 2005 anlässlich ihres  125-jährigen Bestehens errichtete gemeinnützige Stiftung. Sie wurde mit einem Stiftungskapital von 50 Millionen Euro ausgestattet.
Ziel ist es, das Wissen der Stifterin in Handeln zu überführen, was sich im Motto der Stiftung „vom Wissen zum Handeln“ ausdrückt. Die Münchener Rück Stiftung engagiert sich in den Bereichen Bevölkerungsentwicklung, Umwelt- und Klimaveränderung, Katastrophenvorsorge und Armutsbekämpfung. Primäres Anliegen der Stiftung ist das Erarbeiten von Lösungen für Menschen mit Risiken aus diesen Bereichen. Vor diesem Hintergrund ist die Stiftung mit nationalen und internationalen Projektpartnern aktiv, 80 Prozent der Projekte widmen sich globalen Fragen.

## Handlungsfelder und Projekte
Die Arbeit der Münchener Rück Stiftung bewegt sich in vier Handlungsfeldern. Beispielhaft werden diese anhand von Projekten kurz dargestellt.

### Wissensaufbau und -umsetzung
Die Stiftung unterstützt finanziell und inhaltlich die Erstellung von Publikationen und fördert Forschungsprojekte sowie die Aus- und Weiterbildung.
Projekte:
- „Summer Academy on Social Vulnerability“ auf Schloss Hohenkammer: Jährlich finden hier Jungwissenschaftler und Experten aus aller Welt und aus verschiedenen Fachrichtungen zusammen. Sie tauschen Forschungsergebnisse zu Themen wie „Umweltbedingte Migration“, „Herausforderung Wasser“ oder „Kippschalter in Humanitären Krisen“ aus. Die Ergebnisse werden veröffentlicht.
- Lehrstuhl für „Soziale Verwundbarkeit“ am Institut für Umwelt und menschliche Sicherheit der Universität der Vereinten Nationen in Bonn. Um die Forschung im Bereich der Sozialen Verwundbarkeit zu fördern, finanziert die Stiftung seit 2005 diesen Lehrstuhl.
- Klimawandel und Gerechtigkeit: Misereor und die Münchener Rück Stiftung als Auftraggeber untersuchen zusammen mit dem Potsdam-Institut für Klimafolgenforschung (PIK) und dem Institut für Gesellschaftspolitik an der Hochschule für Philosophie in München (IGP), wie im Kontext der internationalen Klimaverhandlungen (UNFCC, COPs), ein akzeptabler globaler Energiepfad aussehen kann, der den gefährlichen Klimawandel eindämmt und zugleich die Entwicklung in armen Ländern nicht behindert.

### Aufklärung und Sensibilisierung
Die Münchener Rück Stiftung fördert den Zugang der Bevölkerung zu Informationen durch Dialog und Kommunikation, die Bereitstellung von Veröffentlichungen und Materialien, die Organisation von Schulungen und Seminaren.
Projekte:
- Dialogforen in München: Fachexperten diskutieren auf öffentlichen Veranstaltungen in München mit dem Publikum aktuelle Fragen globaler Dimension, z. B. Ressourcenknappheit, Klimawandel oder Armut.
  - Welt im Wandel – Die vergessenen Milliarden (2009/2010)
  - Ressourcen – Wohin geht die Reise (2008/2009)
  - München 2030 – Ein Blick in die Zukunft(2007/08)
  - Die Risiken der Münchner (2006/07)
  - Mythos und Naturgewalt Wasser (2005/2006)
- Förderung von Schul- bzw. Bildungsprojekten:
  - Klimaexpedition für Schüler; Organisation: Germanwatch, Geoscopia
- Schülerwettbewerbe
  - 2007 initiierte die Münchener Rück Stiftung zusammen mit dem Zeitbild Verlag den Wettbewerb „go!clean“ unter der Schirmherrschaft von Sigmar Gabriel. Jugendliche entwickeln Geschäftsideen für die Umwelt.
  - Beim bundesweiten Wettbewerb „Jugend mit unendlicher Energie – schützt das Klima!“, initiiert durch das Bundesumweltministerium (BMU) im Jahr 2005, finanzierte die Münchener Rück Stiftung einen Sonderpreis.

### Vernetzung
Die Stiftung unterstützt die Vernetzung von Experten und die Kopplung von Fachwissen. Sie ist Mitglied in Gremien und Initiativen.
Projekte:
- Organisation der Internationalen Mikroversicherungskonferenz
  - 2009 in Dakar, Senegal
  - 2008 Cartagena, Kolumbien
  - 2007 Mumbai, Indien
  - 2006 Kapstadt, Südafrika
  - 2005 Hohenkammer, Deutschland
- Mitherausgeber des ersten Kompendiums zu Mikroversicherungen
- Gründungsmitglied der “Climate Change, Environment and Migration Alliance” – CCEMA (2008), zusammen mit dem UNEP, der IOM und dem Institut für Umwelt und Menschliche Sicherheit an der Universität der Vereinten Nationen (UNU-EHS).

### Direkte Hilfe und Unterstützung
Die Stiftung fördert Projekte vor Ort in Entwicklungsländern.
Projekte:
- Unterstützung des Aufbaus von Flutfrühwarnsystemen an den Flüssen Búzi (2007) und Save (2008) in Mosambik, zusammen mit der GTZ.
- Finanzielle Soforthilfe für die Hilfsorganisation arche noVa nach dem Zyklon „Nargis“ in Myanmar im Mai 2008.
- Unterstützung des Projekts „Nebelnetze in Eritrea“. Spezielle Kollektoren, sogenannte Nebelnetze, ernten Nebel im Hochland von Asmara, um so Trinkwasser zu generieren.
- 2006 wurde ein Stiftungspreis im Wert von € 50.000 für die Implementierung eines Frühwarnsystems auf Tonga und zur Finanzierung der Anbindung des Inselstaates an das Pazifik-Datensystem RANET vergeben.
- Finanzielle Unterstützung des THW zur Bereitstellung von winterfesten Zelten und Trinkwasser-Emergency-Kits nach dem Erdbeben in der Kaschmirregion Pakistans am 8. Oktober 2005.

## Stiftungsrat
Zu den aktuellen Mitgliedern des Stiftungsrates gehören unter anderem Gerhard Berz, Nikolaus von Bomhard und Hartmut Graßl. Vorsitzender des Stiftungsrates ist Hans-Jürgen Schinzler, ehemaliger Vorsitzender des Aufsichtsrats der Münchener Rückversicherungs-Gesellschaft.